# Solen (Dakota du Nord)
Pour les articles homonymes, voir Solen (homonymie).
La ville de Solen est située dans le comté de Sioux, dans l’État du Dakota du Nord, aux États-Unis. Sa population s’élevait à 83 habitants lors du recensement de 2010, estimée à 87 habitants en 2017. Solen fait partie de la réserve indienne de Standing Rock.

## Histoire
Solen a été fondée en 1910 le long d’un embranchement ferroviaire de la Northern Pacific Railway qui reliait Mandan à Mott.

## Démographie
| 1970 | 1980 | 1990 | 2000 | 2010 | - |
| ---- | ---- | ---- | ---- | ---- | - |
| 180  | 138  | 92   | 86   | 83   | - |

## Source
- (en) Cet article est partiellement ou en totalité issu de l’article de Wikipédia en anglais intitulé « Solen, North Dakota » (voir la liste des auteurs).